# 우나 (독일)

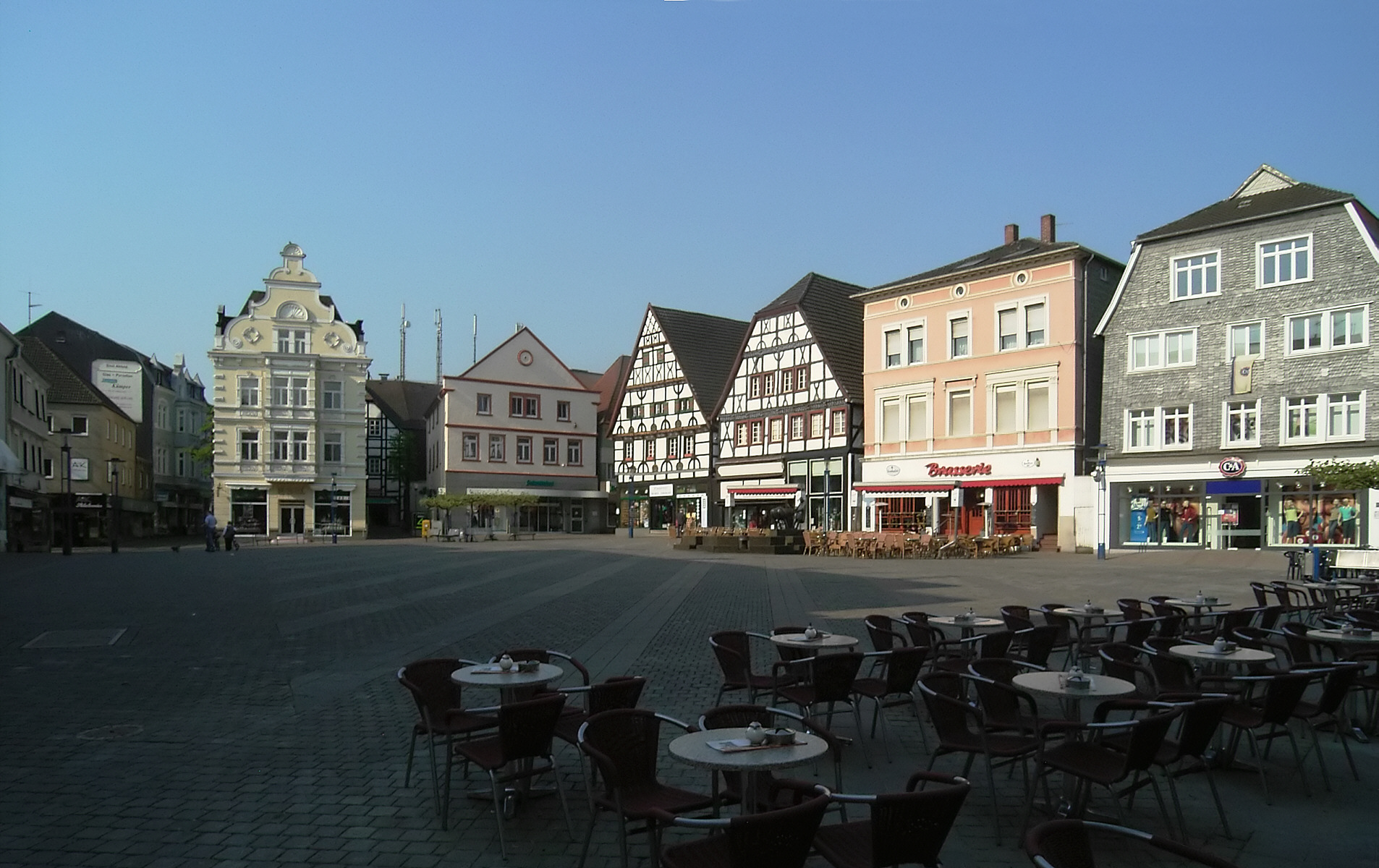
우나

우나(독일어: Unna)는 독일 노르트라인베스트팔렌주에 위치한 도시로 면적은 88.52km2, 인구는 58,911명(2021년 12월 31일 기준), 인구 밀도는 670명/km2이다.
도르트문트에서 동쪽으로 약 15km 정도 떨어진 곳에 위치한다. 고대에는 소금 무역의 거점이었으며 한자 동맹 시대에는 런던과의 무역이 많았다.

시 문장

## 자매 도시
자매 도시는 다음과 같다.
- 이탈리아 피사
- 네덜란드 발베이크
- 프랑스 팔레조
- 헝가리 어이커